# San Justo (Partido La Matanza)
San Justo ist eine Stadt in Argentinien und der Verwaltungssitz des Partido La Matanza in der Provinz Buenos Aires. San Justo ist eine wichtige Industriestadt mit strategischer Lage an der Ruta Nacional 3 und der Provinzstraße 4 (der Umgehungsstraße des Großraums Buenos Aires). 2010 lag die Einwohnerzahl bei 136.604.

## Geschichte
Der Magistrat Lino Lagos stellte 1852 die ersten Anträge für das Land, das zur Gründung einer Hauptstadt in La Matanza benötigt wurde. Es dauerte jedoch bis 1856, bis das Land bewilligt wurde. José Gorchs, der die Erben von Justo Villegas vertrat, schlug vor, dass die Gründung auf den Ländereien, die sie besaßen, stattfinden sollte und war bereit, diese der Gemeinde zu schenken.
Dort würden sie eine Gemeinde, eine Kirche, eine Schule und eine Sicherheitsverwaltung errichten. Zu den übergebenen Grundstücken gehörte auch Land für den Bau eines Friedhofs, eines Marktes und eines Wohngebietes. Am 25. Dezember 1856 wurde die Stadt auf Land gegründet, das von Justo Villegas, einem prominenten Landbesitzer, requiriert worden war; auf Wunsch der Erben von Justo Villegas wurde die Stadt San Justo genannt.
Melchor Romero war für die Abgrenzung des Dorfes zuständig, die am 13. November 1857 von der Vermessungsbehörde der Provinz angenommen wurde. Das städtische Zentrum wurde in der spanischen Kolonialform gebaut, mit einem Park und dem Rathaus, der Kirche, der Bank und der Polizeistation an jeder seiner Seiten.
Die Wirtschaft basierte hauptsächlich auf der Viehzucht und der Landwirtschaft, wobei der Getreideanbau vorherrschend war. Nach 1852 gab es einige Veränderungen in der Viehzucht, wie z. B. die Verdrängung der Rinderzucht durch die Wollproduktion (die bis zum Ende des 19. Jahrhunderts vorherrschend war).
1955 wurde San Justo zu einer Stadt erhoben. Bis dahin war es bereits eine Industriestadt in der Metropolregion Buenos Aires geworden.

## Wirtschaft
San Justo entwickelte sich in den 1940er und 1950er Jahren zu einem wichtigen Industriezentrum. Nach 1980 verlor die Stadt jedoch einen beträchtlichen Teil ihrer industriellen Basis. Barackensiedlungen (in Argentinien villa miseria genannt) gibt es auf verlassenen Grundstücken in der Stadt, besonders in der westlichen Hälfte, obwohl die Bemühungen um öffentlichen Wohnungsbau in letzter Zeit verstärkt wurden. Dies ermöglichte einen Prozess der Wiederbelebung, der durch die Rückkehr zahlreicher Industrie- und Großhandelsunternehmen unterstützt wurde. Zu den größten Arbeitgebern in San Justo gehören das Stahlwerk Acindar, der Baustoffhersteller Eternit, die Papierfabrik Papelera Tucumán und eine ehemalige Maschinenfabrik von Siam di Tella, die 1986 von der Pérez Companc Gruppe gekauft wurde. In der Stadt gibt es zwar Armenviertel, jedoch gehört die Mehrheit der Bevölkerung der Mittelschicht an.

## Bildung
Die Nationale Universität von La Matanza befindet sich in San Justo und ist heute ein führendes Zentrum für Bildung, Sport und kulturelle Aktivitäten in der Region.

## Persönlichkeiten
- Leandro Paredes (* 1994), Fußballspieler
- Sebastián Driussi (* 1996), Fußballspieler
- Lautaro Di Lollo (* 2004), Fußballspieler